# Barichneumon californicus
Barichneumon californicus là một loài tò vò trong họ Ichneumonidae.